# Touringcykel

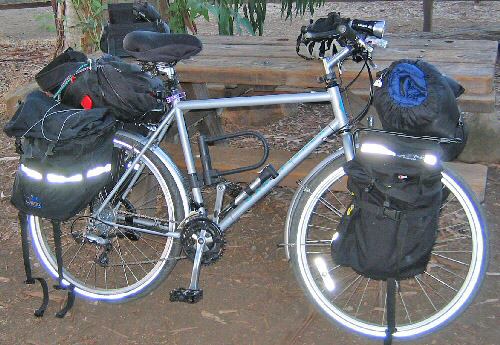
En touringcykel.

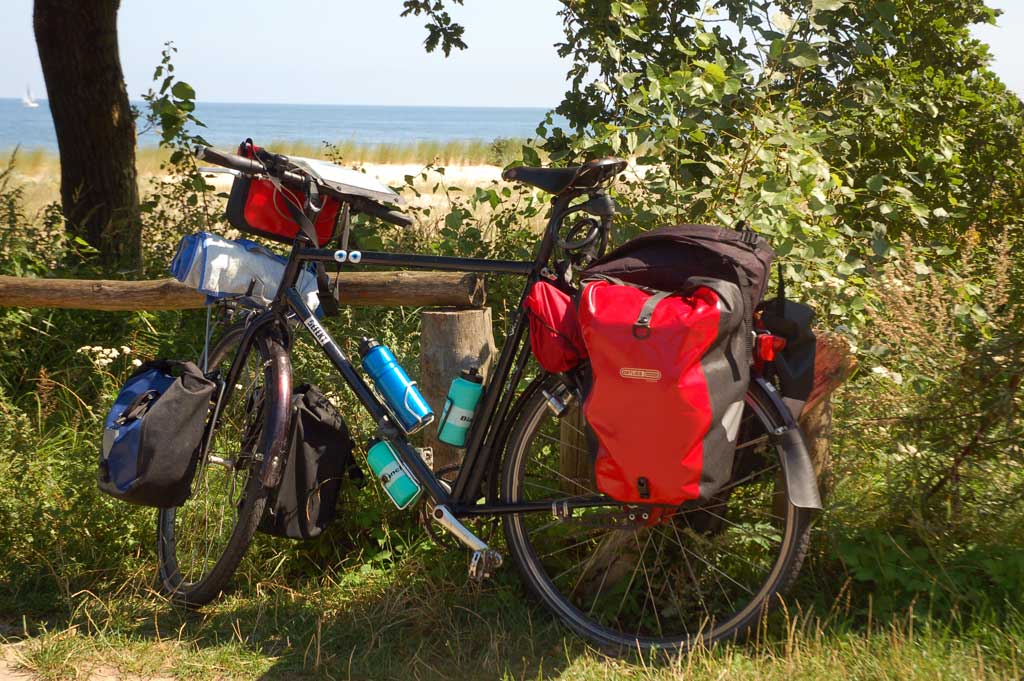

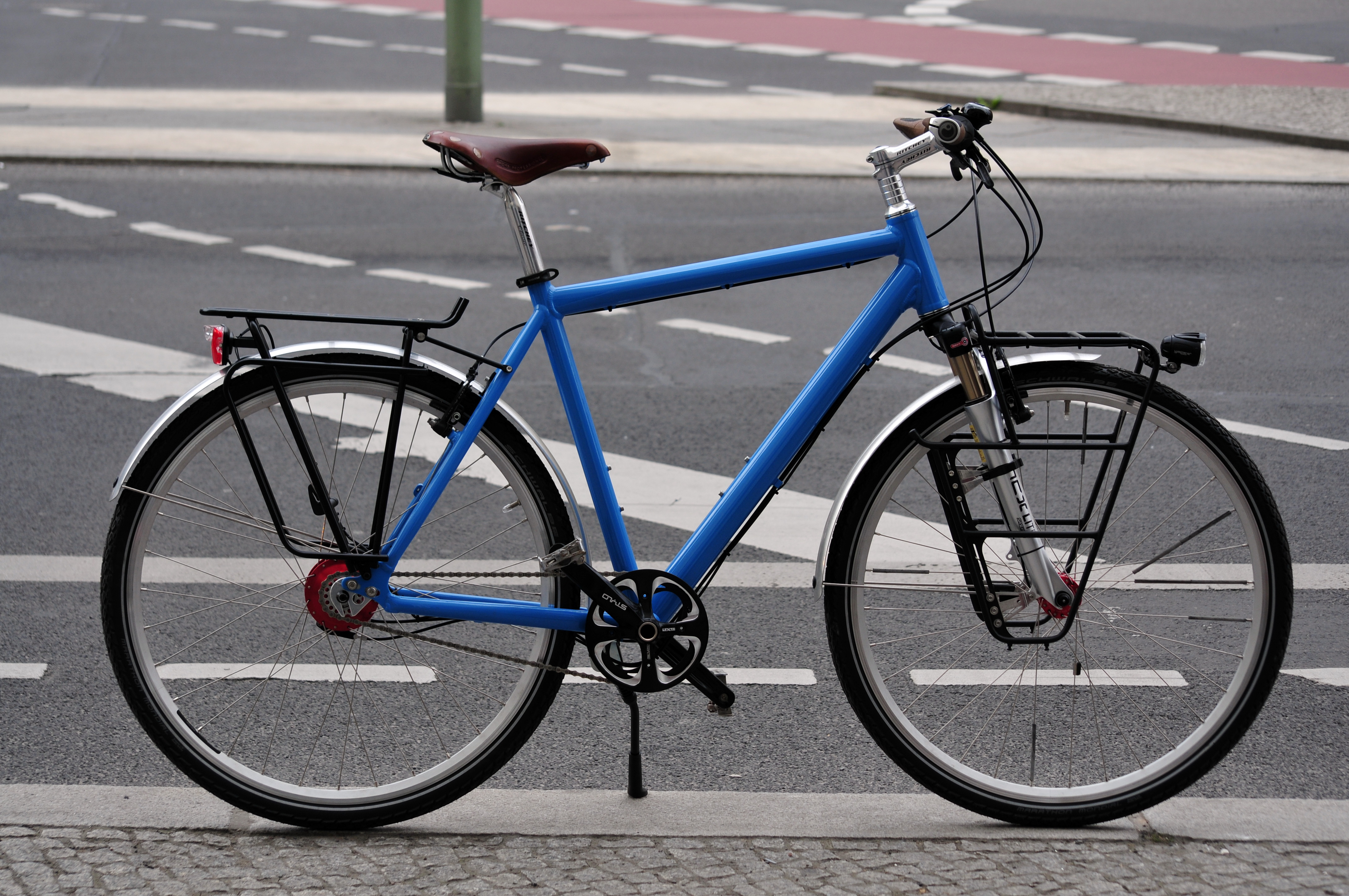

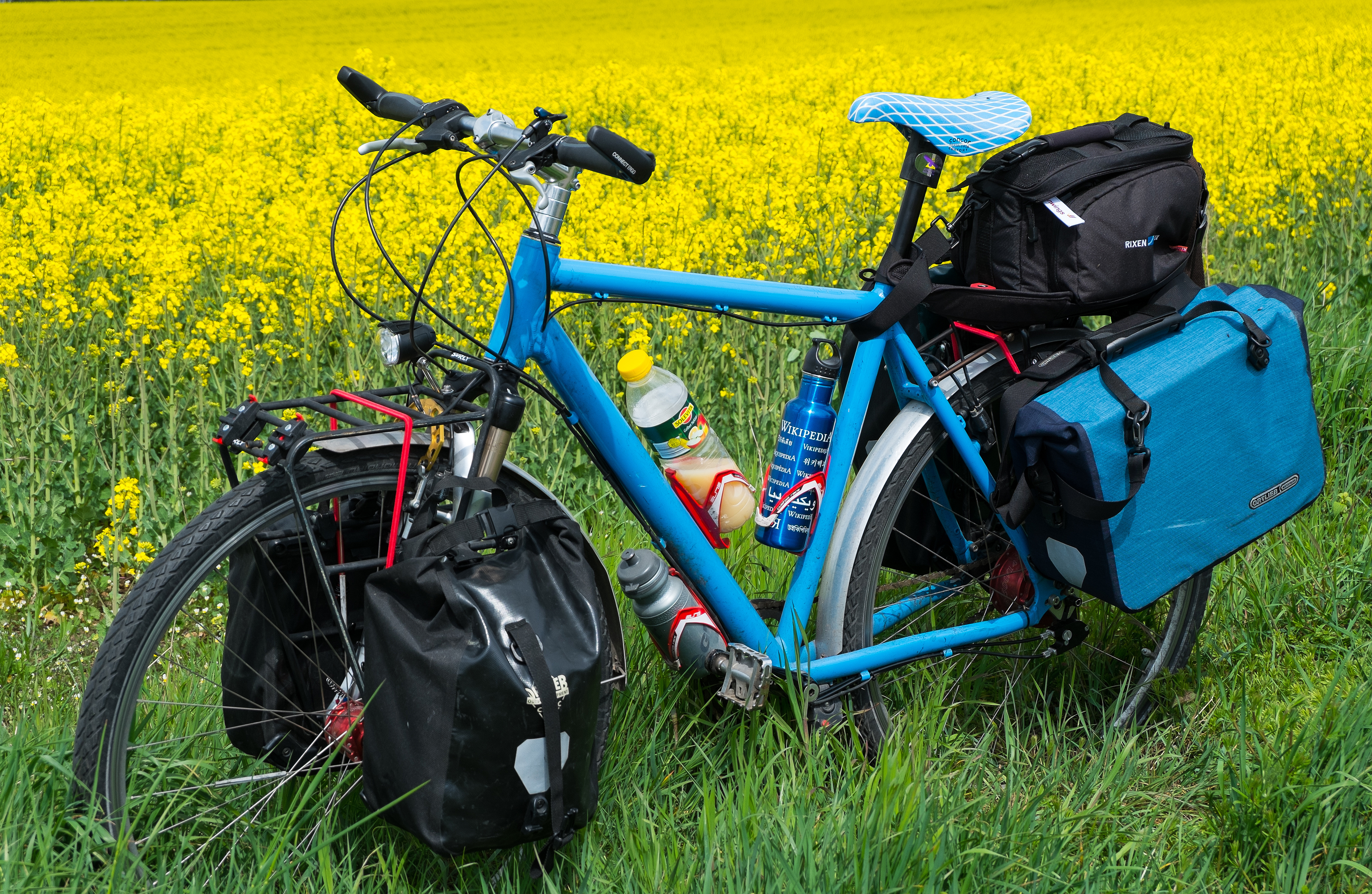

En långfärdscykel, också kallad touringcykel, är en cykel anpassad för långfärdsresor och cykelturism. Cykeln är stabil och utrustad med skärmar och pakethållare.

## Ram och gaffel
En traditionell touringcykel har herram, ofta av stål, vilket ger störst stabilitet. Även tandem- och liggcyklar används vid cykelturism. Ram och framgaffel har fäste för stadiga pakethållare både fram och bak samt oftast Cantilever- eller V-bromsar. Vinklarna är flacka och hjulbasen (avståndet mellan framnav och baknav) lång för att öka stabiliteten. Packningen placeras lågt, mellan hjulaxlarna för att undvika instabilitet vid höga hastigheter. Baktriangeln är lång, dvs avstånd mellan vevparti och baknav stort, för att ge extra fotutrymme vid cykling med stora väskor. Normalt avstånd på långfärdscyklar är 47-50 och över. (Jämför standardavstånd på mountainbikes 40–42 cm.) Gaffeln är utan dämpning och har ett stort försprång (böj nederst, framåt) för att ytterligare öka stabiliteten.

## Hjul
Åtminstone bakhjulet har normalt 36 ekrar för att bättre tåla tyngd. Av samma anledning väljer man gärna dubbelbottnade fälgar. 700C (ISO 622) är vanlig dimension men vid längre turer är 26" (ISO 559) att föredra eftersom det är lätt att hitta hållbara reservhjul tack vare att det är en vanlig dimension på nyare stadscyklar och mountainbike.

## Däck
Normal däckbredd för långfärdscykling är mellan 30 och 40 mm (1,2–1,5 tum), beroende på vägunderlaget samt packningens och cyklistens vikt. Tjockleken bör ökas vid större påfrestning (sämre väg och mer tyngd). Däcken har en stor slitbana och grovlek varierande med terräng.